# 粟津凱士
粟津 凱士（あわつ かいと、1997年3月1日 - ）は、山形県山形市出身の元プロ野球選手（投手）。右投右打。

## 経歴

### プロ入り前
山本学園高等学校では2年夏まではサードであったが、その後投手に転向。2年秋にエースとなったが、3年夏は登板なく県大会初戦敗退。野球を辞めて就職する予定だったが、東日本国際大学の入学が内定していた同級生の代わりに入学した。
東日本国際大学では、1年春からベンチ入り。3年からフォームを上手から変更すると、秋に先発投手に定着して4年秋まで3季連続で最優選手。4年時はリーグ戦で春秋最多勝、ベストナインを受賞。大学選手権の京都学園大学戦で完封勝利を挙げた。
2018年9月18日にプロ志望届を提出し、10月25日に行われたドラフト会議では、埼玉西武ライオンズから4位指名を受け、11月27日に契約金4000万円、年俸1000万円で契約した。背番号は26。

### 西武時代
2019年、イースタン・リーグで主に中継ぎで32試合に登板し、3勝2敗、防御率4.56だった。6月13日に対読売ジャイアンツ戦でプロ初登板を果たすが、2回4安打1四球2失点で降板した。
2020年は、一軍での登板はなかった。オフに背番号が67に変更された。
2021年は4月5日に右肘の鏡視下骨棘切除術及び内側側副靱帯再建術（トミー・ジョン手術）を受けたことが発表された。復帰に1年以上を要する見込みであることから、10月25日に戦力外通告を受け、12月9日に育成選手として再契約したことが発表された。背番号は112となった。
2022年は二軍で10登板し防御率3.38であった。オフに再度戦力外通告が発表され、契約変更後1年経過による自由契約となったが、11月29日に再契約した。
2023年は二軍で30登板、防御率1.95を記録したが、支配下復帰はならなかった。前年同様の理由でオフに戦力外となったが、11月23日に再契約した。
2024年は二軍でも3試合の登板に終わり、10月2日に4年連続で戦力外通告を受け、10月13日に自身のInstagramで現役引退を表明した。

### 現役引退後
引退後は西武の打撃投手に転向した。

## プレースタイル
サイドスローから、最速147km/hの直球と2種類のシンカーを投げる。

## 詳細情報

### 年度別投手成績
| 年 度     | 球 団     | 登 板 | 先 発 | 完 投 | 完 封 | 無 四 球 | 勝 利 | 敗 戦 | セ 丨 ブ | ホ 丨 ル ド | 勝 率 | 打 者 | 投 球 回 | 被 安 打 | 被 本 塁 打 | 与 四 球 | 敬 遠 | 与 死 球 | 奪 三 振 | 暴 投 | ボ 丨 ク | 失 点 | 自 責 点 | 防 御 率 | W H I P |
| --------- | --------- | ----- | ----- | ----- | ----- | -------- | ----- | ----- | -------- | ----------- | ----- | ----- | -------- | -------- | ----------- | -------- | ----- | -------- | -------- | ----- | -------- | ----- | -------- | -------- | ------- |
| 2019      | 西武      | 1     | 0     | 0     | 0     | 0        | 0     | 0     | 0        | 0           | .---  | 10    | 2        | 4        | 0           | 1        | 0     | 0        | 0        | 0     | 0        | 2     | 2        | 9.00     | 2.50    |
| 通算：1年 | 通算：1年 | 1     | 0     | 0     | 0     | 0        | 0     | 0     | 0        | 0           | .---  | 10    | 2        | 4        | 0           | 1        | 0     | 0        | 0        | 0     | 0        | 2     | 2        | 9.00     | 2.50    |

- 2024年度シーズン終了時

### 年度別守備成績
| 年 度 | 球 団 | 投手  | 投手  | 投手  | 投手  | 投手  | 投手     |
| 年 度 | 球 団 | 試 合 | 刺 殺 | 補 殺 | 失 策 | 併 殺 | 守 備 率 |
| ----- | ----- | ----- | ----- | ----- | ----- | ----- | -------- |
| 2019  | 西武  | 1     | 0     | 1     | 0     | 1     | 1.000    |
| 通算  | 通算  | 1     | 0     | 1     | 0     | 1     | 1.000    |

- 2024年度シーズン終了時

### 記録
初記録
- 初登板：2019年6月13日、対読売ジャイアンツ3回戦（メットライフドーム）、7回表に3番手で救援登板、2回2失点[7]

### 背番号
- 26（2019年[6] - 2020年）
- 67（2021年[8]）
- 112（2022年[11] - 2024年）